# Sakušak
Sakušak este o localitate din comuna Juršinci, Slovenia, cu o populație de 203 locuitori.